# Malnate
Malnate är en ort och kommun i provinsen Varese i regionen Lombardiet i Italien. Kommunen hade 16 730 invånare (2018).